# AOK Kerkyra
PAE Kerkyra, cunoscut ca AOK PAE Kerkyra (în greacă Αθλητικός Όμιλος Κέρκυρα - Ποδοσφαιρική Αθλητική Ένωση Κέρκυρα), este un club de fotbal din Grecia.

## Lotul actual
La 20 martie 2015.
| Nr. |                       | Poziție | Jucător                   |
| --- | --------------------- | ------- | ------------------------- |
| 1   | Lituania              | P       | Ernestas Šetkus           |
| 2   | Grecia                | F       | Panagiotis Vlachos        |
| 3   | Grecia                | F       | Konstantinos Manolas      |
| 4   | Grecia                | F       | Aristotelis Karagiannidis |
| 5   | Grecia                | F       | Anastasios Venetis        |
| 6   | Grecia                | F       | Giorgos Paraskevaidis     |
| 7   | Grecia                | M       | Panagiotis Zorbas         |
| 8   | Argentina             | M       | Sebastián Nayar           |
| 9   | Bosnia și Herțegovina | A       | Saša Kajkut               |
| 10  | Armenia               | M       | Gevorg Ghazaryan          |
| 11  | Franța                | A       | Mathieu Gomes             |
| 13  | Grecia                | P       | Fotis Koutzavasilis       |
| 14  | Argentina             | M       | Horacio Cardozo           |
| 15  | Serbia                | A       | Marko Markovski           |

| Nr. |                   | Poziție | Jucător                             |
| --- | ----------------- | ------- | ----------------------------------- |
| 16  | Grecia            | M       | Nikos Kritikos                      |
| 17  | Grecia            | M       | Grigoris Chadrinos                  |
| 19  | Grecia            | M       | Alexandros Kontos                   |
| 20  | Spania            | M       | Javito                              |
| 22  | Grecia            | F       | Stefanos Siontis                    |
| 23  | Macedonia de Nord | F       | Vladimir Dimitrovski                |
| 30  | Portugalia        | F       | Jordão Diogo (on loan from Vitória) |
| 31  | Grecia            | F       | Angelos Zouboulakis                 |
| 33  | Grecia            | F       | Nikos Mentis                        |
| 35  | Georgia           | F       | Akaki Khubutia                      |
| 77  | Grecia            | A       | Kostas Georgakopoulos               |
| 80  | Grecia            | M       | Giorgos Gardikiotis                 |
| 88  | Portugalia        | M       | Fábio (on loan from Atromitos)      |
| 99  | Uruguay           | A       | Sergio Leal                         |

## Antrenori
- Nikos Pantelis (1996)
- Babis Tennes (2003)
- Nikos Anastopoulos (1 iulie 2003–Jan 11, 2005)
- Giorgos Foiros (Jan 25, 2005–21 aprilie 2005)
- Babis Tennes (1 iulie 2005–Feb 12, 2008)
- Nikos Pantelis (Dec 1, 2008–31 mai 2009)
- Babis Tennes (27 iulie 2009–Nov 30, 2010)
- Božidar Bandović (Nov 30, 2010–Nov 9, 2011)
- Javi Gracia (Nov 14, 2011–28 martie 2012)
- Timos Kavakas (28 martie 2012–30 iunie 2012)
- Apostolos Mantzios (1 iulie 2012–Feb 6, 2013)
- Giannis Papakostas (Feb 7, 2013–29 aprilie 2013)
- Michalis Grigoriou (24 iulie 2013–)